# Enrico Quaresima
Enrico Quaresima (Tuenno, 24 marzo 1883 – Trento, 26 maggio 1969) è stato un linguista italiano, specializzato nello studio dei dialetti ladini.

## Biografia
Conseguì la maturità classica a Rovereto nel 1902. Nel 1906 ottenne dall'Università di Innsbruck l'abilitazione all'insegnamento dell'italiano, francese e tedesco negli istituti tecnici e, nel 1908, la laurea in lettere romanze e germaniche. Dopo aver insegnato a Rovereto e Klagenfurt, ebbe l'incarico dell'insegnamento della lingua e letteratura italiana nell'Università di Innsbruck, città a lui già nota per altri incarichi scolastici. Allo scoppio della prima guerra mondiale, fu incarcerato con l'imputazione di alto tradimento e di spionaggio ai danni dell'Austria. Sospeso il processo per mancanza di prove, venne internato in Polonia fino alla fine delle ostilità.
Dopo la guerra, dal febbraio 1919, fu titolare degli insegnamenti di italiano e francese presso l'Accademia di Commercio di Trento e da allora la sua attività di studioso e docente proseguì ininterrotta ed attivissima.
Nominato preside del Liceo Scientifico di Merano nel 1923, ebbe, successivamente, la presidenza dell'Istituto Tecnico di Bolzano, poi del Liceo Ginnasio "Giovanni Prati" di Trento, quindi dell'Istituto Magistrale "Tenca" di Milano e degli Istituti Magistrali di Lodi, Vicenza e Bolzano. Nel 1927 fu anche membro del direttorio di Bolzano del Partito Nazionale Fascista.
Nel 1942, lasciata la scuola, si ritirò a Cles e qualche anno dopo a Trento, dove visse dedicandosi con scrupolo agli studi linguistici.

## Opere
La sua opera principale fu il Vocabolario anaunico-solandro, che non solo pone la parlata della Val di Non in relazione con gli altri dialetti ladini, ma ne rileva particolarità che ne fanno un dialetto a sé.
Enrico Quaresima affermò che un numero così elevato di varianti linguistiche in un così breve spazio come la Val di Non non ha corrispondenti in nessun'altra parte d'Italia. Secondo Quaresima, il nome della Val di Non deriva dall'antico popolo degli Anauni, testimoniato dalla Tabula Clesiana.
Fu anche autore di poesie scritte nella parlata ladina della Val di Non, il dialetto noneso.

## Pubblicazioni
- Vocabolario anaunico e solandro, Firenze, Leo S. Olschki. ISBN 88-222-0754-8

| Controllo di autorità | VIAF (EN) 205017343 |